# Ekonomie
Ekonomie je nauka, která se zabývá popisem a analýzou výroby, distribuce a spotřeby ekonomických statků (zejména zboží, služeb a peněz), a zkoumá, jak jsou omezené zdroje alokovány mezi jednotlivá alternativní využití. Existují různé ekonomické směry (školy), které mohou používat odlišné definice ekonomie.
Ekonomie souvisí s dalšími obory, jako jsou účetnictví, matematika, ekonometrie, psychologie, sociologie, politologie, ekonomická geografie, ekologie či právo.

## Etymologie
Slovo „ekonomie“ pochází z řeckého výrazu oikonomia: oikos – dům, nomos – zákon, který původně znamenal „vedení domácnosti“.

## Definice
Od 18. století začaly vznikat definice podstaty vědního oboru zvaného všeobecně ekonomie. Těchto definic je celá řada, a rozdíly mezi nimi jsou odrazem vývoje pohledu vědců či jejich odlišných přístupů k podstatě zkoumaných jevů.
Skotský filozof Adam Smith představil v roce 1776 definici vědního oboru, jenž byl později označen jako politická ekonomie. Smith popsal ve svém Pojednání o podstatě a původu bohatství národů ekonomii jako:
Vědní obor, který se zabývá vedením státu a tvorbou legislativy, příjmy a živobytím lidí ... (a) poskytováním zdrojů státu nebo společenství pro zajištění veřejných služeb. Představuje teorii spontánního řádu se svobodou, konkurencí a dělbou práce jako nezbytnými předpoklady bohatství všech členů společnosti, s podobenstvím o neviditelné ruce trhu.

Jean-Baptiste Say definoval ekonomii v roce 1803 při rozlišení tohoto pojmu od jeho veřejně politického použití jako vědu o produkci, distribuci a spotřebě bohatství. Thomas Carlyle (1849) razil satirický pojem „ponuré vědy“ jako epiteton ke klasické ekonomii, a v tomto kontextu běžně odkazoval na pesimistické analýzy Thomase Roberta Malthuse (1798).
John Stuart Mill (1844) definoval ekonomii v sociálním kontextu takto:
Věda, která sleduje zákony chování společnosti vyplývající z propojených činností lidstva za účelem produkce bohatství, pokud tyto činnosti nejsou zamířeny na sledování jiných cílů.

Alfred Marshall poskytl ve své práci The Principles of Economics (1890) definici, která rozšířila ekonomickou analýzu za rámec zkoumání vzniku bohatství a přesunula ji ze společenské úrovně na úroveň mikroekonomickou:
Ekonomie je studie směnného chování člověka v běžném životě. Zkoumá, jakým způsobem získává své příjmy a jak je využívá. Na jedné straně je studií bohatství a na druhé, více důležité straně, studií člověka.

Lionel Robbins (1932) vytvořil poučku, jež byla nazvána „možná nejvíce přijímanou současnou definicí (tohoto) subjektu“:
Ekonomie je věda, která zkoumá lidské chování jako vztah daný mezi výstupy a omezenými vstupy, které mají rozličné použití.

Robbins popsal svou definici ekonomie jako neklasifikační při „vyzvednutí určitých druhů chování“, a více analytickou v „soustředění pozornosti na zejména ty vlastnosti chování, které jsou formované nedostatkem.“ Robbins dále tvrdil, že předchozí ekonomové se při svých pozorováních většinou soustřeďovali na analýzu bohatství: jak je bohatství vytvářeno (produkce), distribuováno a spotřebováváno, a jak bohatství roste. Poznamenal také, že ekonomická věda může být použita jako nástroj ke studiu událostí jako je například válka, jichž se ekonomická bádání obvykle nedotýkají. Je to podmíněno tím, že válka je vedena s cílem zvítězit (což chtějí všichni její účastníci), vytváří však současně náklady (a pro vítěze i přínosy) a vyžaduje využití omezených zdrojů (lidských životů a jiných zdrojů) k dosažení onoho vítězného cíle. Pokud válku není možno vyhrát, nebo jsou očekávány vyšší náklady než přínosy, rozhodující činitelé (za předpokladu, že jsou racionální) nesmí válku vyvolat (rozhodnout o válečném stavu), ale raději prozkoumat jiné alternativy, jak dosáhnout strategických cílů. Podle Robbinse bychom neměli definovat ekonomii jako vědu studující pouze bohatství, válku, zločin, vzdělání a jiné oblasti, které lze z ekonomického hlediska analyzovat, ale jako vědu zabývající se každodenním postojem každého subjektu, neboť všichni lidé používají omezené zdroje k dosažení svých zvolených cílů.
Některé další komentáře odsuzovaly známé definice ekonomie jako příliš obšírné nebo naopak nedostatečné vzhledem k omezení jejího zaměření na pouhou analýzu trhu. Od roku 1960 takové komentáře polevily, jakmile teorie maximalizace zisku a teorie racionální volby rozšířily oblast ekonomického oboru. Existují i jiné kritické ohlasy např. na nezohlednění vysoké míry nezaměstnanosti v makroekonomice.
Gary Stanley Becker, jenž přispěl k rozšíření ekonomie do nových oblastí, popisoval a upřednostňoval svůj přístup jako „kombinaci předpokladu maximalizace zisku, stálých preferencí a rovnováhy trhu, užívanou neoblomně a neohroženě.“ Gary Becker zdůraznil, že se ekonomie nedefinuje předmětem zkoumání, ale svou metodou, založenou na marginální analýze.

## Členění ekonomie
- Pozitivní ekonomie: objektivní (hodnotově neutrální) rozbor a popis stavu a chování reálné ekonomiky bez kvalitativního hodnocení. Odpovídá na otázku Jak to je.
- Normativní ekonomie: kvalitativní hodnocení ekonomiky, hledání ideálního stavu fungujícího ekonomického systému, posuzuje stávající systémy; tato část ekonomie je subjektivní, odráží se v ní morální a sociální kořeny společnosti. Odpovídá na otázku Jak by to mělo být? Moderní ekonomie se snaží zbavit normativních prvků a stát se čistě pozitivní vědou.

Z hlediska zkoumání ekonomického chování a rozhodování jednotlivců, domácností, firem (podniků) či státu se ekonomie dělí na mikroekonomii a makroekonomii.
- Mikroekonomie: zabývá se ekonomickým chováním jednotlivých subjektů, tedy jednotlivců, domácností, firem a státu; zkoumá např. relativní ceny statků a výrobních faktorů, vliv daní na podnik apod.
- Makroekonomie: zkoumá ekonomiku jako celek, k čemuž používá tzv. ekonomické agregáty. Zkoumá např. HDP, hospodářský růst, cenovou hladinu, inflaci, apod.

Nadále aktuální je obor politická ekonomie, který se zaměřuje na komplexní zkoumání sociologických, politických a ekonomických jevů ve společnosti.

## Základní ekonomické pojmy
- Ekonomická potřeba je označení stavu, kdy ekonomický subjekt cítí nedostatek a vynakládá úsilí o jeho překonání. Ekonomický subjekt spotřebou statků získává užitek. Užitek je subjektivní pojem, a proto ze stejného statků plyne různým subjektům různý užitek.
- Statek v ekonomii znamená schopnost osob nebo předmětů sloužit k vyhovění potřebám (včetně zamýšlených činností) ekonomických subjektů.
- Výrobní faktor slouží pro výrobu statků a prostřednictvím směny přináší svému majiteli důchod (přínos).
- Výroba je činnost, jejímž výsledkem je poskytování služeb, které přinášejí současný nebo budoucí užitek.
- Směna je činnost, při které si ekonomické subjekty navzájem vyměňují statky. Informaci, jaké lze získat množství jednoho statku za statek jiný, poskytují sjednávané ceny. Pro opakované statky se ceny formují na trzích, jako výsledek střetnutí nabídky a poptávky.
- Dělba práce označuje specializaci ekonomických subjektů v různých činnostech, která vede k vyšší produkci a růstu produktivity.

## Vývoj základních ekonomických teorií

### Starověk
- Starověké Řecko – Homér, Platón, Xenofon, Aristoteles
- Starověký Řím – ekonomické názory jsou uváděny různými autory zejména ve spisech týkajících se zemědělství

### Středověk
- Scholastika
- Kanonisté – církevní myslitelé, kteří se podíleli na vypracování církevního, tzv. kanonického práva (Tomáš Akvinský)

### Novověk
- Merkantilismus – bohatství země je určeno množstvím drahých kovů (zlato, stříbro) v zemi, cílem obchodu je aktivní obchodní bilance
- Fyziokratismus – bohatství země pochází ze zemědělství
- Klasická škola – zakladatelem počátků moderní ekonomie se stal Adam Smith (1723–1790) se svým dílem Pojednání o podstatě a původu bohatství národů. Spolu s Davidem Ricardem a Johnem Stuartem Millem je považován za průkopníka klasické politické ekonomie. Ekonomika je dle této teorie ovládána svými vlastními zákony („neviditelná ruka trhu“). Teorie prosazuje zásady ekonomického liberalismu.
- Rakouská škola – patří mezi liberální směry, zkoumá především lidské jednání, činnost státu považuje ve většině případů za nežádoucí.
- Neoklasická škola – v 70. letech 19. století navazují na klasickou politickou ekonomii počátky neoklasické ekonomie, oproti klasické politické ekonomii se zaměřuje na jednotlivce, začíná používat marginální veličiny, ze kterých vytvoří dodnes používaný analytický nástroj. Mezi první neoklasiky patří Alfred Marshall. Během 70. let 20. století se výrazně prosadil monetarismus, navazující na neoklasickou ekonomii a doporučující opětovnou ekonomickou liberalizaci. Paul A. Samuelson je spolu s Kenneth Arrowem považován za zakladatele moderní neoklasické ekonomie.[zdroj?] V roce 1970 dostal Nobelovu cenu za ekonomii.
- Keynesiánství – ve 30. letech 20. století Angličan John Maynard Keynes reagoval na hlubokou hospodářskou krizi, která narušovala důvěru ve samoregulační tržní mechanismy. J. M Keynes vytvořil teorii keynesovské makroekonomie (keynesiánství), ve které prosazuje stabilizaci kapitalistických ekonomik za pomocí státních zásahů.

### Současnost
- Moderní ekonomie je stále součástí neoklasického paradigmatu a používá marginální analýzu. V soudobém diskurzu převládá tzv. Nová Keynesiánská ekonomie, ke které se hlásí většina nejslavnějších současných ekonomů (Krugman, Stiglitz, Mankiw atp.). Současní ekonomové čerpají z keynesiánství i neoklasické ekonomie nebo se stavějí za institucionální ekonomii, nový proud zdůrazňující ekonomickou roli institucí. V posledním čase si získává poměrně značnou pozornost behaviorální ekonomie, biofyzikální ekonomie, ekologická ekonomie či ekonomie udržitelného nerůstu.